# Emmanuel Le Roy Ladurie
Emmanuel Le Roy Ladurie (ur. 19 lipca 1929 w Moutiers-en-Cinglais w departamencie Calvados, zm. 22 listopada 2023) – francuski historyk, mediewista i nowożytnik, reprezentant szkoły historiograficznej Annales, autor klasycznego opracowania Montaillou: wioska heretyków, pionier mikrohistorii i historii środowiskowej

## Życiorys
Ojciec Emmanuela, Jacques Le Roy Ladurie, był działaczem i politykiem, ministrem rządu Vichy, a później uczestnikiem francuskiego ruchu oporu.
Uczył się w College Saint-Joseph w Caen, następnie w Lycée Henri-IV w Paryżu, oraz w Lycée Lakanal w Sceaux. Uczęszczał do elitarnej École normale supérieure. W 1955 został nauczycielem w liceum w Montpellier. Z początkiem lat 60. był asystentem na Uniwersytecie w Montpellier. W 1963 przeniósł się na École des hautes études. W 1967 został redaktorem czasopisma "Annales". W latach późniejszych wykładał na Sorbonie i Uniwersytecie Paryskim VII. W 1973 zastąpił Fernanda Braudela na pozycji szefa Katedry Historii Cywilizacji Nowożytnej w Collège de France. W latach 1987–1994 był dyrektorem Biblioteki Narodowej Francji. W 1999 przeszedł na emeryturę.  W latach 1945–1956 był członkiem Francuskiej Partii Komunistycznej, wystąpił z niej po inwazji wojsk radzieckich  na Węgry. Otrzymał order komandorski, a także order WIelkiego Oficera Legii Honorowej. Jest również komandorem Orderu Sztuki i Literatury.

### Twórczość

#### Pierwsze prace
Jego początkowe prace wpisywały się w koncepcję historii totalnej Braudela. Wielką popularność przyniosła mu publikacja pracy doktorskiej Les Paysans de Languedoc, utrzymanej w paradygmacie historii totalnej, traktującej o dziejach chłopów francuskich. Wysuwał tezę o postrzeganiu dziejów Langwedocji w badanym okresie, między ok. 1300 a ok. 1700, jako tzw. histoire immobile, tj. okresu gospodarczej i społecznej stagnacji. W pracy tej mocno obstawał przy niektórych założeniach pułapki maltuzjańskiej i w oparciu o nie przedstawiał zjawiska w przednowoczesnej Francji.
W 1967 opublikował pracę pt. Histoire du climat depuis l’an mil, jedną z fundatorskich prac nurtu historii środowiskowej, w której podjął próbę rekonstrukcji wpływu zmian klimatycznych, w tym m.in. małej epoki lodowcowej, na historię od X do XX wieku.

#### Montaillou
Z czasem Le Roy Ladurie skierował swe zainteresowania ku mikrohistorii stając się jednym z twórców tej dyscypliny. W 1975 opublikował pracę pt. Montaillou: village occitan de 1294 à 1324 (tytuł polski: Montaillou: wioska heretyków 1294-1324), opisującą historię mieszkańców tytułowej wioski Montaillou, którzy stali się obiektem inkwizytorskich dociekań Jacques’a Fourniera. Książka ta, będąca wg słów autora próbą uchwycenia "Historii kolektywnej mentalności" mieszkańców pirenejskiej społeczności, stanowi jedno z pionierskich dzieł XX-wiecznej mikrohistorii. Ladurie znaczną część pracy poświęcił na kompleksowe opisanie życia codziennego, wykształcenia, gestów, relacji rodzinnych i religijności mieszkańców Montaillou, co uczyniło jego książkę jednym z najbardziej rozpoznawalnych przykładów dzieła antropologii historycznej. Książka spotkała się z olbrzymią popularnością i była przez historyków zarówno respektowana za swoją przełomowość, jak i ostro krytykowana między innymi za nieszablonowy stosunek do krytyki źródeł.

#### Późniejsza twórczość
W kolejnej pracy, Le Carnaval de Romans wydanej w 1979, Ladurie opisał mikrohistorię konfliktu społecznego XVI-wiecznych mieszkańców Romans. W latach 80. ukazały się dwie kolejne jego książki, L'Argent, l'Amour et la Mort en pays d'Oc oraz La Sorcière de Jasmin, obydwie rekonstruujące epizody z dziejów przednowoczesnej Francji. Wśród prac wydanych przezeń w latach 90. zwłaszcza Le siècle des Platter stanowi przykład klasycznego pisarstwa mikrohistorycznego.

#### Charakterystyka warsztatu
Le Roy Ladurie należy do przedstawicieli trzeciego pokolenia badaczy tworzących szkołę Annales (wg niektórych źródeł zaliczany jest do drugiej generacji). Do grona jego intelektualnych poprzedników należeli m.in. Marc Bloch, Lucien Febvre i Fernand Braudel.
Wraz z kolejnymi pracami zauważalny był proces częściowego odejścia Ladurie'a od danych demograficznych czy kwantytatywnych na rzecz skupiania się na interpretacji źródeł pisanych i badania kontekstu mentalności epoki. Mimo to nie odżegnał się od podstawowych założeń swojego stylu badawczego, opartego na szerokiej kwerendzie źródłowej i pozyskiwaniu kompleksowego tła statystycznego. Zainteresowanie metodami kwantytatywnymi było wynikiem inspiracji twórczością Ernesta Labrousse'a. Ladurie wypracowywał metody periodyzacji i opisu historii Francji, odchodząc od tradycyjnego opierania się na obszarach politycznych, jak wojna stuletnia czy absolutyzm, a skupiając się w większym stopniu na przemianach przemysłowych, kulturowych czy demograficznych. Dziejom politycznym, traktowanym jako mniej istotne (histoire événementielle - historia wydarzeń) przeciwstawiał bardziej istotne koniuktury (conjoncture). W swojej praktyce badawczej w znaczącym stopniu korzystał z osiągnięć oraz metod nauk społecznych.

## Najważniejsze prace
- Les paysans de Languedoc, 1966[1]
- Histoire du climat depuis l'an mil, 1967[1]
- Montaillou, village occitan, 1975[1]
- Le territoire de l'historien, 1973–1978[4]
- Le Carnaval de Romans : de la Chandeleur au mercredi des Cendres (1579–1580), 1979[1]
- L'argent, l'amour et la mort en pays d'oc, 1980[1]
- La sorcière de Jasmin, 1980[1]
- Parmi les historiens, 1983–1994
- Le siècle des Platter, 1997[1]
- L'Historien, le chiffre et le texte, 1997[4]
- Saint-Simon ou le système de la Cour, 1997[1]

## Tłumaczenia prac na j. polski
- Montaillou. Wioska heretyków 1294 – 1324, tłum. Ewa Dorota Żółkiewska, Warszawa 1988, Państwowy Instytut Wydawniczy (Montaillou, village occitan 1975) (Drugie wydanie: Wydawnictwo Vesper, Czerwoniak 2014)